# 豊国 (僧)
豊国（とよくに、生没年不詳）は、6世紀ごろの僧。豊国法師（とよくにほうし、ほうこくほっし、ほっこくほうし）の名で知られている。

## 人物
『日本書紀』によれば、587年（用明天皇2年）用明天皇が病気となったとき、天皇が仏教に帰依しようと群臣に諮ったところ、賛否両論はあったが、その中で蘇我馬子が賛成したことから、穴穂部皇子に案内されて内裏に入ったのが豊国であったという。
なお、「豊国」自体は個人名ではなく、豊国（令制国の豊前国及び豊後国にあたる地域）出身の法師の意か。
加藤咄堂の研究によると、用明天皇二年に勅を受けて宮に入った豊国法師は、日本における僧のはじめとされる豊後国日田郡の藤原恒雄（忍辱）を指す。

## 考証
日本へ仏教が伝来したのは、552年に百済の聖王により釈迦仏の金銅像と経論他が献上された時だとする説（552年説）と、『上宮聖徳法王帝説』『元興寺伽藍縁起』を根拠に538年に仏教が伝えられたとする説（538年説）がある。日本への公的な仏教伝来は、欽明朝のこととして間違いはないが、公伝以前の民間ルートでの仏教伝来が想定できる。すなわち「私伝」説である。欽明朝以前の仏教伝来について、『日本国現報善悪霊異記』に、敏達天皇代に大部屋栖野古連が和泉国の海中から「霹靂に当りし楠」を発見して、これで仏像を制作したいと皇后に上奏したところ、皇后は「願ふ所に依るべし」と許可し、そこで大部屋栖野古連は蘇我馬子にこのことを告げたところ、蘇我馬子は池辺直氷田を請えて「仏菩薩の三軀の像」を造らせ、像を豊浦寺に置き、諸人が仰ぎ敬ったところ、廃仏派の物部守屋が「おほよそ仏の像を国の内に置くべからず。なほ遠く棄て退けよ」「今国家に災起るは、隣の国の客神の像を己が国の内に置くに因りてなり。斯の客神の像を出して速忽に棄て、豊国に流せ」と主張したという話がある。この「豊国」を九州の豊国とすれば、大和への公伝以前に豊国に仏教が伝わっていて、大和の人々が、九州を特殊な地域として認識していたとみることもできる。また「豊国」について、用明天皇が病気になった時に「朕、三宝に帰らむと思ふ。卿達議れ」と述べたところ、物部守屋と中臣勝海が「何ぞ国神を背きて、他神を敬びむ。由来、斯の若き事を識らず」と主張し、対して蘇我馬子が「詔に随ひて助け奉るべし。詎か異なる計を生さむ」と反論し、時に穴穂部皇子が「豊国法師」を引て、内裏に入ったといい、この「豊国法師」を固有名詞でなく、「豊国」の法師と考えるならば、「豊国」は仏教と関係深い国であったことも否定できない。以上から、百済の王朝から日本の王朝へという公伝以前の仏教伝来が想定できる。
また、『新撰姓氏録』の和泉国神別巫部連条には、「雄略天皇御体不予。因慈召上筑紫豊国奇巫。」とあったり、『豊前国風土記』逸文に「伝言昔新羅神自度来、住此河原、号曰鹿原神。香春岳神。」とあったりするが、この「豊国奇巫」や「新羅神・鹿原神・香春岳神」は民間で伝来した仏教や仏像、僧侶などであったとする説がある。